# Stanisław Bobak
Stanisław Bobak (12 de março de 1956 - Zakopane, 12 de novembro de 2010) foi um saltador de esqui polaco.